# كيفن إيفرت
كيفن إيفرت (بالإنجليزية: Kevin Everett)‏ هو لاعب كرة قدم أمريكية أمريكي، ولد في 5 فبراير 1982 في بورت أرثر في الولايات المتحدة.

## وصلات خارجية
- كيفن إيفرت على موقع مرجع كرة القدم المحترفة.كوم (الإنجليزية)